# Килбург
Килбург (њем. Kyllburg) град је у њемачкој савезној држави Рајна-Палатинат. Једно је од 235 општинских средишта округа Ајфелкрајс Битбург-Прим. Према процјени из 2010. у граду је живјело 970 становника. Посједује регионалну шифру (AGS) 7232070.

## Географски и демографски подаци
Килбург се налази у савезној држави Рајна-Палатинат у округу Ајфелкрајс Битбург-Прим. Град се налази на надморској висини од 300 метара. Површина општине износи 4,6 km². У самом граду је, према процјени из 2010. године, живјело 970 становника. Просјечна густина становништва износи 210 становника/km².

## Међународна сарадња
| Мјесто | Држава    | Врста сарадње | Од    |
| ------ | --------- | ------------- | ----- |
|        | Француска | партнерство   | 1986. |
|        | Француска | партнерство   | 1974. |
| Извор  |           |               |       |